# Manfred Seidel
Manfred Seidel (* 10. November 1928) ist ein deutscher ehemaliger Stasi-Offizier. Er war stellvertretender Leiter des Bereichs Kommerzielle Koordinierung (KoKo) und neben Alexander Schalck-Golodkowski dort der wichtigste Offizier im besonderen Einsatz (OibE) des Ministeriums für Staatssicherheit (MfS).

## Leben

### Werdegang
Seidel war ab 1954 MfS-Mitarbeiter und jahrelang in der HA XVIII/7 in der Hauptverwaltung A bzw. deren Vorgängereinheiten eingesetzt, zuletzt als stellvertretender Abteilungsleiter. Am 16. Juni 1966 wurde Seidel vom MfS als OibE ins Ministerium für Außenhandel und Innerdeutschen Handel versetzt. Dort übernahm er als Nachfolger von Horst Roigk die Abwicklung der so genannten Kirchengeschäfte bzw.
die Geschäfte im Zusammenhang mit dem Häftlingsfreikauf zur Devisenbeschaffung.
Manfred Seidel war intensiv in die Gründung des Bereichs Kommerzielle Koordinierung einbezogen und hatte die Interessen der Staatssicherheit zu berücksichtigen. Innerhalb der KoKo leitete er dann die besonders sensible Hauptabteilung I, zuständig auch für die Firmen der Hauptverwaltung A und die AG MAH.
Seidel wurde nach deren Gründung (1983) Verbindungsoffizier zur Arbeitsgruppe Bereich Kommerzielle Koordinierung (AG BKK) des MfS. Vom Ministerium für Staatssicherheit erhielt Seidel 1989 Bezüge, die denen eines Generalmajors bzw. Hauptabteilungsleiters entsprachen. Ein weiterer Aufstieg zum General kam nicht in Frage, da dies zwangsweise seine Enttarnung als MfS-Offizier nach sich gezogen hätte.

### Besondere Aufgaben
Der von Seidel geleiteten Abteilung der KoKo (HA I) unterlagen auch die Firma Imes (Waffenexporte) und die Versorgung der SED-Elite in Wandlitz über die Firma Letex, die von Sigrid Schalck-Golodkowski verwaltet wurde.
Oberst Seidel verwaltete auch das sogenannte Mielke-Konto Nr. 528 bei der Deutsche Handelsbank AG, auf das die vom Bereich Kommerzielle Koordinierung erwirtschafteten Devisen flossen. Auf dem Konto 0773 der erfolgreichen Waffenhandelsfirma Imes bei der Ko-Ko-Hausbank befanden sich nach der Wende, Ende 1989, nur noch 326 879 West-Mark und 6 Pfennige.
Schalck-Vize Seidel will ferner vom Konto 0628 bei der Deutschen Handelsbank 24,2 Millionen Mark zur Wiener Bank für Arbeit und Wirtschaft transferiert haben. Aus dem Revisionsbericht: "Nach den vorliegenden Zahlungsvorgängen sind an diese Bank keine Gelder überwiesen worden. Nachweise dieser Bank liegen nicht vor.

### Nach der Wende
Gegen Manfred Seidel wurden Ermittlungsverfahren von der ZERV wegen Untreue/Unterschlagung von Vermögen des MfS eingeleitet. Das Landgericht Berlin verurteilte ihn in zweiter Instanz im November 1993 wegen Untreue und Vertrauensmißbrauchs zu einer 18-monatigen Freiheitsstrafe.

## Würdigung 1988 von Manfred Stolpe
Am 21. November 1988 fand in der Französischen Friedrichstadtkirche in Berlin, deren Rekonstruktion ebenfalls aus einem der Kirchenbauprogramme in der DDR finanziert worden war, die Festveranstaltung 15 Jahre Sonderbauprogramm statt. Dabei dankte der Konsistorialpräsident Manfred Stolpe in seiner Laudatio insbesondere den Menschen, „die Chancen erkannten, die Wege fanden, Widerstände überwanden und mit viel Mut und Geduld scheinbar Unmögliches verwirklichen halfen“. Er verwies auf jene Personen, die „bei Kirche und Staat, in der Deutschen Demokratischen Republik und in der Bundesrepublik, zusammengewirkt (haben), um das Sonderprogramm zu verwirklichen“ und hob namentlich die verstorbenen Bischöfe Friedrich-Wilhelm Krummacher und Gottfried Noth, den Sekretär des ZK der SED Paul Verner, den Staatssekretär Hans Seigewasser und besonders den „leitenden Mitarbeiter des Ministeriums für Außenhandel der DDR Manfred Seidel“ hervor, der wenige Tage zuvor 60 Jahre alt geworden war. Es sei zwar „aus gutem Grund“ nicht üblich, diejenigen herauszustellen, die „noch im aktiven Dienst sind“, erklärte Stolpe in seiner Rede, deren Text sich in den Unterlagen des Schalck-Ausschusses wiederfindet. Eine Ausnahme machte Stolpe dennoch: „Ohne Seidels kundige, entschlossene und verläßliche Hilfsbereitschaft wäre das Sonderbauprogramm nicht geworden. (…) Es darf allerdings hinzugefügt werden, daß Manfred Seidel hohe und höchste Chefs hatte und hat, die zu ihm standen, auch wenn er manchmal ohne Netz arbeiten mußte.“ Seidel spielte bei den sogenannten Kirchengeschäften eine entscheidende Rolle.

## Weblink
- Wolfgang Gast: Stolpe lobte Menschenhändler: KoKo-Mann Seidel vor Ausschuß, mit Aussagen von Manfred Stolpe vom 21. November 1988. taz, 19. November 1992